# Дом культуры имени Ильича
Дом культуры имени Ильича — памятник архитектуры эпохи конструктивизма, расположенный в Санкт-Петербурге по адресу Московский проспект, дом 152. Объект культурного наследия регионального значения.

## История ДК
Здание построено по проекту архитектора Н. Ф. Демкова в 1931 году, сохранило свой первоначальный облик и является примером воплощения идей конструктивизма, вошедшего в историю советской архитектуры. С 1931 года по 1996 год это был Дом культуры имени Ильича завода «Электросила». История Дома культуры неразрывно связана с историей Московского района и историей завода «Электросила».
С самодеятельных подмостков Дома культуры имени Ильича в большую творческую жизнь шагнули Михаил Румянцев — клоун «Карандаш», Бруно Фрейндлих. Помнит сцена Дома культуры имени Ильича великие имена: Ольги Берггольц, Любови Орловой, Леонида Усачёва, Игоря Горбачёва… В 1987 году здесь выступал Александр Розенбаум.
Во время войны Дом культуры имени Ильича работал частично и был столовой для ополченцев. Была организована концертная бригада из самодеятельных коллективов Дома культуры имени Ильича и их руководителей выступающая на фронте и в Доме культуры перед ополченцами. В сентябре - октябре 1941 года в период массовых бобмарбиновок города, на кулб Ильича упала зажигательная авиабомба, к счастью без последствий.После войны через какое-то время Дворец культуры продолжил свою работу с новой силой.
ДК обладал уникальной библиотекой, в основе которой была библиотека бывшего управляющего заводом «Сименс-Шуккерт» (ставшего заводом «Электросила»). При ДК имелась детско-юношеская спортивная школа со своим спортзалом. Работало большое количество кружков по интересам для взрослых и детей (музыкальные, хореографические, технические, изостудия и другие). ДК был настоящим культурным центром Московского района.
В 1997 году ДК имени Ильича переформировали в «Культурно-досуговый центр „Московский“», который в дальнейшем стал ведущим учреждением культуры Московского района Санкт-Петербурга.

## КДЦ «Московский» на Варшавской, 98
С 2014 г. для жителей Московского района открыта ещё одна площадка Культурно-досугового центра «Московский», находящаяся по адресу Варшавская улица дом 98.  Теперь творчество живёт и здесь, на территории жилого массива, приблизив жителей района к культуре шаговой доступности. На «Варшавской» регулярно проходят различные концерты,тематические мероприятия, игровые программы для детей, мастер-классы, а также мероприятия для молодёжи. Ждут на занятия новых участников кружки художественной самодеятельности, такие как, например, детская цирковая студия «Фейерверк», студия художественного слова и дела «Чудаки», молодежный клуб историко-бытового бального танца «Вариация». 
Площадка оснащена самыми современными техническими возможностями. Уютная обстановка, комфортные условия для занятий,современные направления деятельности, адаптированные под разновозрастную аудиторию, удобное местоположение – всё это говорит о том, что скоро КДЦ «Московский» на Варшавской станет ещё одним излюбленным местом проведения досуга для жителей Московского района.

## Заслуженный коллектив Народного творчества Ансамбль танца «Россияночка»
Ансамбль танца «Россияночка» создан в 1990 году. За 25 лет своей творческой деятельности ансамбль достиг огромных высот и получил заслуженное призвание среди специалистов и зрителей. Руководителями ансамбля являются профессиональные хореографы-балетмейстеры, заслуженные работники культуры РФ, Александр и Надежда Носихины. «Россияночка» достойно представляет Санкт-Петербург на самых престижных всероссийских и зарубежных конкурсах, демонстрируя яркую палитру танцевального искусства России.
В 2000 г. коллектив получил звание образцовый, в 2004 г. — народный, а в 2014 г. было присвоено звание «Заслуженный коллектив народного творчества РФ».
В настоящее время в ансамбле занимается около 200 человек в возрасте от 7 до 25 лет. Есть в коллективе подготовительные группы, где проходят обучение мастерству танца дошкольники.

## Духовой Оркестр КДЦ «Московский»

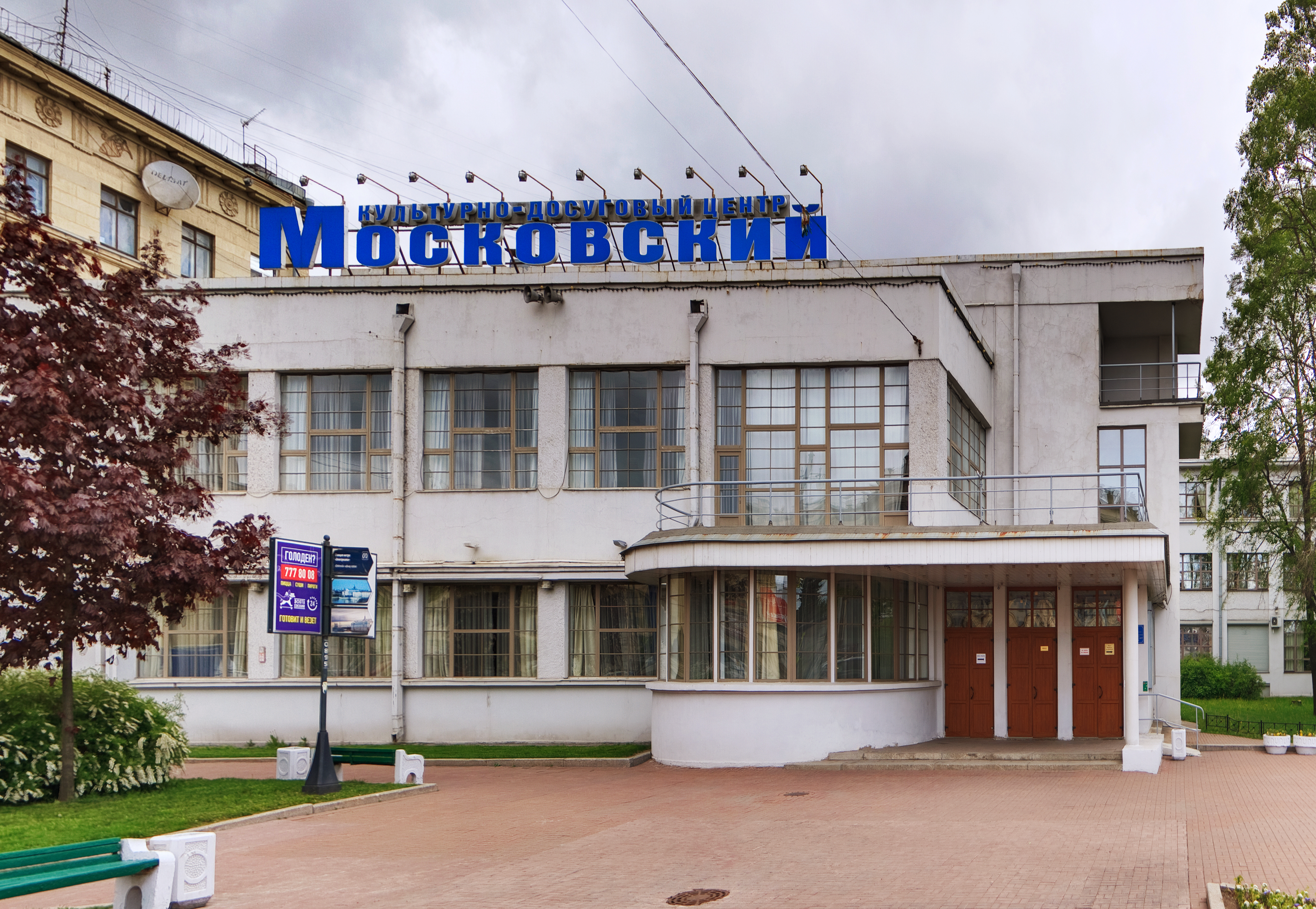

Особо следует отметить уникальный духовой оркестр Культурно-досугового центра «Московский», который был создан в 1925 году на заводе «Электросила». За это время оркестр стал одним из лучших самодеятельных коллективов Московского района и города.
Многие годы оркестром руководил педагог и музыкант В. И. Царёв. В 1991 году духовой оркестр возглавил опытный музыкант и педагог М. Н. Прозвицкий, который сумел сохранить и приумножить традиции оркестра. Коллектив оркестра по своему составу стабилен и состоит из опытных музыкантов, занимающихся в оркестре от 10 до 30 с лишним лет, находящихся в хорошей исполнительской форме, что позволяет оркестру исполнять сложные произведения, как по форме, так и по содержанию.
В репертуаре оркестра лучшие произведения российских и зарубежных композиторов. За эти годы духовой оркестр стал лауреатом многих всесоюзных, всероссийских и городских фестивалей и конкурсов.